# Bláfell (Bláskógabyggð)
Bláfell (auch Bláfellshnjúkur) ist ein Berg im Hochland von Island im Bezirk Árnessýsla. Er liegt auf dem Gemeindegebiet von Bláskógabyggð und ist 1204 Meter hoch. 

## Lage
Der Berg befindet sich an der Hochlandroute Kjölur etwa 30 km nördlich des Wasserfalls Gullfoss.

## Geologie
Bláfell entstand in einer der letzten Kaltzeiten der Eiszeit. Es handelt sich um einen Tafelvulkan, dessen untere Schichten aus Palagonit und Kissenlaven bestehen, die obersten hingegen aus Olivinbasalt.

## Passhöhe Bláfellsháls
Die Hochlandpiste Kjölur schraubt sich an seiner Westseite in die Höhe, führt über einen Pass auf halber Höhe des Berges und nördlich davon auf der Hochebene weiter Richtung Hveravellir.
Die Route über den Pass Bláfellsháls war wegen der Höhe und der Wetterunsicherheit in früheren Zeiten nicht beliebt. Reisende über die Kjölur folgten eher dem Tal des 
Hvítá.

## Volkssage
Eine Sage berichtet vom gutmütigen Troll Bergþór, der einen Großteil seines Lebens in einer Höhle im Bláfell verbracht habe (daher auch sein Beiname Bergþór í Bláfelli). Er sei mit dem Bauer des Hofes Haukadalur (beim Geysir) eng befreundet gewesen und sogar dort auf dem Kirchhof begraben.

## Wandern
Im Nordosten befindet sich auf dem Pass Bláfellsháls ein großes Steinmännchen, von wo man eine hervorragende Sicht auf die Eiskappe Langjökull hat. Etwas weiter nördlich reicht eine Bergleiste bis auf den Pass, über die man gut aufsteigen kann.